# Арктопсихиды
Арктопсихиды (лат. Arctopsychidae) — семейство ручейников подотряда Annulipalpia, включающее около 50 видов Иногда рассматриваются в статусе подсемейства в составе семейства Hydropsychidae.

## Распространение
Голарктика и Юго-восточная Азия В России 2 рода..

## Описание
Среднего размера ручейники, крылья с размахом до 40 мм. Нижнечелюстные щупики состоят из 5 члеников. Личинки живут на дне водоёмов с текучей водой.

## Систематика
3 рода.
- Arctopsyche McLachlan, 1868
- Maesaipsyche Malicky & Chantaramongkol, 1993
- Parapsyche Betten, 1934